# Zoran Marić
Zoran Marić (cyr.: Зopaн Mapић, ur. 21 lutego 1960 w Boce) – serbski piłkarz występujący na pozycji pomocnika. Reprezentant Jugosławii. Trener piłkarski. Ojciec innego piłkarza, Gorana Maricia.

## Kariera klubowa
Marić karierę rozpoczynał w sezonie 1977/1978 w zespole RFK Novi Sad, grającym w drugiej lidze jugosłowiańskiej. W 1979 roku został graczem pierwszoligowej Vojvodiny. W sezonie 1985/1986 spadł z nią do drugiej ligi, ale w następnym awansował z powrotem do pierwszej. Na początku 1988 roku przeszedł do hiszpańskiej Celty Vigo. W Primera División zadebiutował 14 lutego 1988 w przegranym 1:2 meczu z Atlético Madryt, w którym strzelił też gola. W sezonie 1989/1990 wraz z Celtą spadł do Segunda División. W 1991 roku odszedł do innego zespołu grającego w tej lidze, SD Compostela. W 1993 roku zakończył tam karierę.

## Kariera reprezentacyjna
W reprezentacji Jugosławii Marić zadebiutował 30 marca 1983 w wygranym 2:0 towarzyskim meczu z Rumunią. W drużynie narodowej rozegrał 2 spotkania, oba w 1983 roku.